# 港区立本村小学校
港区立本村小学校（みなとくりつ ほんむらしょうがっこう）は、東京都港区南麻布3丁目にある公立小学校。

## 沿革
- 1902年（明治35年）
  - 4月15日 - 東京市本村尋常小学校として開校
  - 4月26日 - 校舎竣工
- 1913年（大正2年）11月15日 - 東町小学校開設により6学級に分割
- 1922年（大正11年）10月20日 - 校地拡張、校舎増築
- 1923年（大正12年）10月1日 - 関東大震災により避難児童4学級収容
- 1944年（昭和19年）8月17日 - 栃木県安蘇郡佐野町へ学童疎開
- 1945年（昭和20年）10月20日 - 学童疎開全員復帰
- 1947年（昭和22年）11月9日 - 港区立本村小学校に改称
- 1948年（昭和23年）4月28日 - 校舎焼失
- 1957年（昭和32年）11月14日 - 第一期新築校舎落成
- 1958年（昭和33年）3月7日 - 第二期新築校舎落成
- 1959年（昭和34年）3月30日 - 3階建校舎落成
- 1960年（昭和35年11月25日） - 新築体育館落成
- 1971年（昭和46年）4月1日 - 港区立本村幼稚園併設し開園
- 1976年（昭和51年）1月21日 - 学校体育全国大会、体操研究発表
- 1991年（平成3年）11月30日 - 新校舎落成

## 教育方針
教育目標
「すすんで学ぶ子」「ひとの気持ちを考える子」「体をきたえる子」
小学校の児童数と教員数
| 年度     | 児童総数 | 1年生 | 2年生 | 3年生 | 4年生 | 5年生 | 6年生 | 教員数 | 職員数 |
| -------- | -------- | ----- | ----- | ----- | ----- | ----- | ----- | ------ | ------ |
| 平成23年 | 365人    | 59人  | 65人  | 56人  | 75人  | 63人  | 47人  | 23人   | 7人    |
| 平成24年 | 385人    | 69人  | 60人  | 68人  | 58人  | 69人  | 61人  | 24人   | 7人    |
| 平成25年 | 383人    | 71人  | 66人  | 59人  | 67人  | 57人  | 63人  | 25人   | 7人    |
| 平成26年 | 396人    | 80人  | 67人  | 67人  | 61人  | 63人  | 58人  | 27人   | 4人    |
| 平成27年 | 385人    | 52人  | 77人  | 69人  | 69人  | 54人  | 64人  | 25人   | 4人    |
| 平成28年 | 357人    | 47人  | 49人  | 76人  | 67人  | 66人  | 52人  | 25人   | 5人    |
| 平成29年 | 369人    | 63人  | 50人  | 46人  | 77人  | 66人  | 67人  | 26人   | 6人    |
| 平成30年 | 361人    | 65人  | 64人  | 48人  | 47人  | 72人  | 65人  | 24人   | 6人    |
| 令和元年 | 370人    | 71人  | 65人  | 65人  | 50人  | 50人  | 69人  | 24人   | 5人    |
| 令和2年  | 358人    | 59人  | 68人  | 66人  | 68人  | 48人  | 49人  | 22人   | 8人    |
| 令和3年  | 364人    | 62人  | 55人  | 70人  | 63人  | 65人  | 49人  | 22人   | 7人    |
| 令和4年  | 373人    | 65人  | 61人  | 55人  | 68人  | 60人  | 64人  | 22人   | 6人    |
| 令和5年  | 382人    | 71人  | 62人  | 62人  | 59人  | 68人  | 60人  | 23人   | 6人    |

|}

## 通学区域
住所別通学区域（平成27年4月1日から適用）
| 南麻布一丁目       | 南麻布二丁目   | 南麻布三丁目 | 南麻布四丁目 | 元麻布一丁目 | 元麻布二丁目  |
| ------------------ | -------------- | ------------ | ------------ | ------------ | ------------- |
| 1番、2番 25 - 27番 | 1番、9番、14番 | 1 - 21番     | 1 - 12番     | 5番          | 7 - 10番 14番 |

進学先中学校（平成27年4月1日から適用）
| 小学校学校名     | 中学校学校名     |
| ---------------- | ---------------- |
| 港区立本村小学校 | 港区立高陵中学校 |

## 幼稚園
本村小学校には、港区立本村幼稚園が併設されている。

## 交通
鉄道
- 東京メトロ日比谷線 - 広尾駅より徒歩、東京メトロ南北線 - 麻布十番駅より徒歩
- 都営大江戸線 - 麻布十番駅より徒歩

## 関係者
出身者
- 浅野晃 - 詩人、国文学者。広島済美小から本村小、翌年南山小へ転校